# Canscora devendrae
Canscora devendrae är en gentianaväxtart som beskrevs av R.Kr.Singh och Diwakar. Canscora devendrae ingår i släktet Canscora och familjen gentianaväxter. Inga underarter finns listade i Catalogue of Life.